# Molí de la Cadamont
El Molí de la Cadamont és una obra de Sant Llorenç de la Muga (Alt Empordà) inclosa a l'Inventari del Patrimoni Arquitectònic de Catalunya.

## Descripció
Molí situat a la carretera d'Albanyà, que ha perdut el seu ús original. No hi ha cap element que recordi el seu antic ús. Tot i això l'edifici, ha estat rehabilitat darrerament, fet que ens permet veure el paredat original, així com les voltes de canó i els contraforts. L'edifici és de planta baixa i dos pisos, amb teulat a dues vessants.